# Contornat

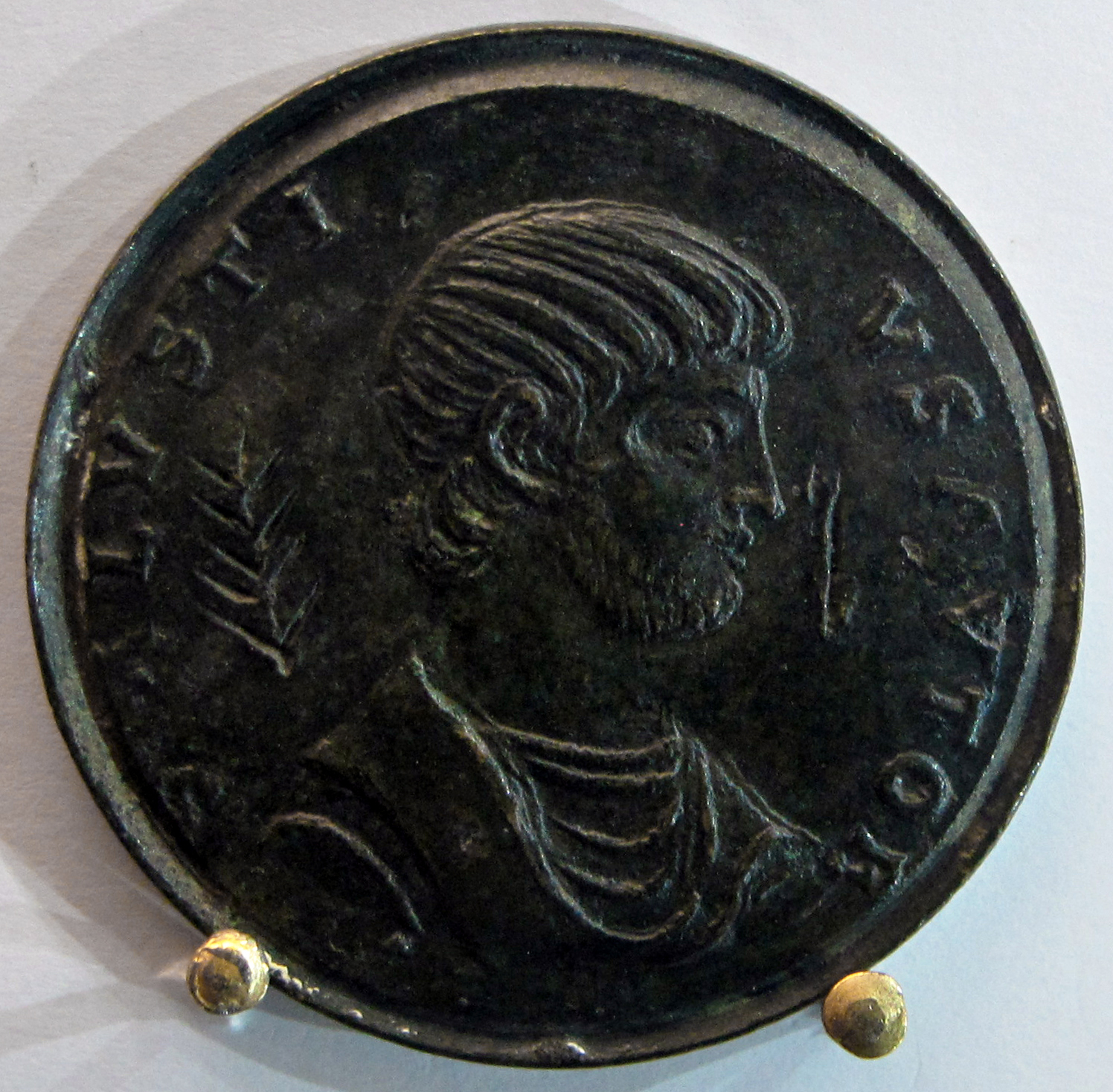
Contornat amb el bust de Sal·lusti

Contornat és un tipus d'objecte en forma de medalla o de moneda feta normalment de bronze que es va emetre a l'època tardana de l'Imperi Romà, cap als segles IV i V. El nom deriva de la paraula italiana contorno, un solc profund fet al voltant de les dues cares. No es coneix el nom que portava en temps antics.
No tenien valor monetari, i eren diferents de les medalles romanes, que tenien un acabat més acurat i servien per a altres finalitats. S'elaboraven amb bronze, o amb coure amb un petit aliatge, i no eren gaire més grans que un sesterci però sí més prims. A banda i banda presenten un relleu, obtingut per un procés de fosa i no per encunyació, com els medallons i les monedes. Se suposa que van començar a emetre's en temps de Constantí I.
Els contornats que es conserven mostren retrats de diversos emperadors, especialment de Neró i de Trajà, o de personatges importants en la cultura com Homer, Soló, Euclides, Pitàgores, Sòcrates, Sal·lusti, Apol·loni de Tíana i Luci Apuleu. També podien mostrar atletes premiats, i s'indicava la seva victòria amb una palma, fulles de llorer i representacions de carros, normalment quadrigues. Les medalles no s'utilitzaven com a moneda, però podrien haver estat distribuïdes com a regals d'Any Nou, o als espectacles públics, potser a les curses de carros i a les pantomimes.